# José Hageman
Johanna Jacoba Petronella (José) Hageman (Beverwijk, 27 oktober 1949) is een voormalige Nederlandse politica namens de Partij van de Arbeid (PvdA).
Van 1987 tot 1989 zat Hageman in de Tweede Kamer.
- Parlement.com: vg09llp2skzb